# Ceratomyxa latesi
Ceratomyxa latesi is een microscopische parasiet uit de familie Ceratomyxidae. Ceratomyxa latesi werd in 1943 beschreven door Chakravarty. 